# زيد بن علي الوزير
زيد بن علي الوزير هو سياسي ومفكر إسلامي وشاعر ومؤرخ يمني ومن مؤسسي اتحاد القوى الشعبية ومؤسس مركز التراث والبحوث اليمني ولد في في دار الشرف بجبل صبر بمحافظة تعز في 26 نوفمبر 1935.

## التعليم والنشأة
في طفولته تلقى علوم القرآن والتجويد والنحو والخط والحساب في مكاتب صنعاء والمحويت، ودرس متن الأزهار والأجرومية، ومبادئ العلوم الإسلامية على يد الشيخ عبد الرزاق الشاحذي والعلامة عبد الله الكبسي.
وفي 1948 على إثر فشل الثورة الدستورية اعتقل في قلعة القاهرة بمدينة حجة وفيه درس الأدب والفلسفة والمنطق والأدب المعاصر على يد أحمد محمد الشامي، بينما تعلم على يد عبد الرحمن الإرياني علم الأصول والتفسير ودرس النحو على يد محمد الأكوع بينما تعلم الجغرافيا واللغة الإنجليزية على يد أحمد المروني، وبعد خروجه من المعتقل استكمل تعليمه في مسجد البلقة بمدينة صنعاء وفيه درس الأدب والنحو على يد عبد الله البردوني.

## النشاط السياسي
- من مؤسسي القوة الثالثة.[4]
- عضو مؤسس في اتحاد القوى الشعبية.[4]
- من مؤسسي صحيفة صوت الشورى.[4]
- مؤسس مركز التراث والبحوث اليمني 2000.[5]

## مؤلفاته
- دراسات في الشعر اليمني.[2]
- عندما يسود الجفاف مأساة التمذهب.[2]
- الفردية أزمة الفقه السياسي عند المسلمين.[2]
- مؤتمر الطائف وثائق ونصوص.[2]
- مؤتمر خمر وثائق ونصوص.[2]
- محاولة في تصحيح المسار.[2]
- محاولة لفهم المشكلة اليمنية.[2]
- المطرفية الفكر والمأساة بالاشتراك مع بدر الدين الحوثي ومحمد يحيى سالم عزان.[2]
- نحو وحدة يمنية لا مركزية.[2]
- اليمن في مؤتمر العالم الإسلامي نصوص[2]
- غيوم حول الثورة الدستورية.[6]
- ضد الخطأ[6]
- رحلة الألف والمئة والستين عاما.[7]
- الأمير علي بن عبدالله الوزير موحد اليمن الوزير.[8]

### تحقيق
- جواهر الدر المكنون (تاريخ).[2]
- الدر المنظوم في سيرة الثلاثة النجوم (تاريخ وسير).[2]
- زورق الحلوى في سيرة قائد الجيش وأمير اللواء. (تاريخ توحيد اليمن الأسفل).[2]
- مكنون السر في تحرير نحارير علماء السر (تراجم).[2]